# 磐城 (砲艦)
磐城（ばんじょう、旧仮名:ばんじゃう）は、日本海軍の砲艦。
艦名は静岡県伊豆半島の磐城岳 (ばんじょうがだけ、別名万二郎岳。天城山の一部) にちなんで名づけられた。
船材の木は主にこの伊豆の山々で伐採された。

## 概要
横須賀造船所が海軍所管となってから「迅鯨」、「清輝」、「天城」に次ぐ4番目の軍艦。
姉妹艦は無い。
設計はヴェルニーらフランス人の在職中に行われたが、以降の建造、進水は全てが日本人の手によってなされた。
『帝国海軍機関史』によると、主任は渡邊忻三で、
設計から日本人の手によるとの記述もある。
また『日本近世造船史』によると主任は赤松則良とされる。
日清戦争では主に偵察や測量任務に従事した。
日露戦争で旅順封鎖戦に一時参加した他は、主に測量任務を行った。
1889年(明治22年)以降は主に沿岸水域の測量任務に従事し、郡司成忠大尉の千島探検に重要な役割を果たした。

## 艦型
木造船体で三檣バーク型の砲艦になる。計画要目は以下の通り。
- 垂線間長:44.60m
- 最大幅:7.72m
- 吃水:平均3.15m
- 出力:650馬力
- 兵装:15cm回転砲1門、12cm舷側砲2門

### 機関
主機は横置還働式2気筒歯車付機関で、当時歯車を使用していた機関は本艦と千代田形の2隻だけだった。
シリンダーの径は38インチ(965mm)、行程は25+1/4インチ(641mm)。
鋳鉄製箱型の復水器を装備した。
内部の管の直径を3/4インチ(約19mm)と天城より小径にし、冷却面積を増大した。
ボイラーは高円缶4基を装備、蒸気圧力は45ポンド/平方インチ。
1891年(明治24年)3月に長崎造船所で第三検査を行った際に、同形式のボイラー4基に換装、蒸気圧力は60ポンド/平方インチに上昇した。
修理完了後の成績は以下の通り。
| 実施日    | 種類         | 排水量 | 回転数  | 出力    | 速力       | 場所 | 備考                 | 出典   |
| --------- | ------------ | ------ | ------- | ------- | ---------- | ---- | -------------------- | ------ |
| 1892年3月 | 自然通風全力 |        | 48.8rpm | 480馬力 | 10.2ノット |      | ボイラー換装後の公試 | [ 12 ] |

### 兵装
15cmクルップ旋回砲1門、12cmクルップ舷側砲2門を装備した。
砲7門装備の記録もある。

## 艦歴

### 建造
横須賀造船所では砲艦の新規建造の計画を立てており、1876年(明治9年)10月に海軍卿から雇いフランス人に対し、その設計の令達があった。
12月28日、造船所は海軍省に宛て、建造の上申を行い、翌1877年(明治10年)1月8日認可された。
2月1日起工、
4月6日 (または3月10日) 「磐城」と命名された。
1878年(明治11年)
5月23日、磐城の仮定員を90人とした。
7月16日午後6時に進水式を行った。
式には川村純義海軍卿、岩倉具視右大臣、伊藤博文参議らが臨席、
彼らは横浜港から横須賀港まで蒼龍丸に乗船した。
9月25日、仮定員が75人に変更された
1879年(明治12年)
11月29日午後2時に横須賀を出港、清水港まで試験航海を行い、12月1日午後3時30分横須賀に帰着した。
航海中特に問題は出なかった。
1880年(明治13年)
6月25日「引渡スベシ」と省達があり、7月5日に艦長坪井少佐に引き渡し
(竣工)、正午に国旗を掲げた。
建造費は何カ所か改造が必要になったこともあり予算を超過してしまった。
四等艦と定められる。

### 1880年
竣工に先立つ6月29日、磐城は東海鎮守府所轄の常備艦とされた。
巡幸護衛
7月12日横浜港に回航。
巡幸帰路の護衛のために7月13日横浜を出港、15日神戸港に入港した。
7月21日神戸を出港し護衛開始、23日にボイラーに破損を生じて速力落とし、7月23日横浜に帰港した。
修理
7月26日横須賀に回航、9月3日(または9月1日)から
1881年(明治14年)1月11日まで横須賀造船所で修理を行った。
12月15日貉湾(現在の長浦港の一部)に回航し物品の積み込みと埋葬式を行い、
12月17日品川に回航した。

### 1881年
朝鮮派遣
1881年(明治14年)
居留民保護の為に朝鮮半島へ向かうことになり、1月6日品川から横須賀に回航して上甲板の打ち直し、艦の点検を行い1月12日横浜港に回航、1月21日横浜を出港した。
1月28日兵庫港入港、同地で(兵庫工作分局により)和船の修理などを行い2月12日出港した。
門司などに寄港し、3月20日元山津に入港、居留民保護を開始した。
4月3日同地出港、4月5日釜山入港、4月14日同地を出港、4月15日食器積み入れのために門司に入港した。
5月10日朝鮮へ向け出港したが、天候不良のために同日から厳原に避泊した。
5月12日厳原発、翌13日にハミルトンに到着し、居留民保護の任務を続けた。
5月15日仁川着、以後29日ほど同地に碇泊した。
公使護衛の為に6月15日仁川出港、楓島に寄港し、6月18日釜山入港。
6月21日同地を出港し翌22日長崎港に入港、同地で物品の積み込みなどを行った。
7月1日から7月6日まで長崎工作分局で(上甲板の)修理。
7月19日長崎港を出港、20日門司で避泊した。
7月22日和船が引っかかりジブブームが折れたため、同日三田尻に寄港しブームを交換した。
7月29日三田尻を出港し、30日粟島に到着、朝鮮派遣を清輝と交代するので艦内清掃を行い、31日兵庫港に入港した。
8月10日兵庫港を出港、途中高波のために紀伊大島に避泊し、14日午後に横浜港に帰港した。
修理
11月26日から1882年(明治15年)3月15日まで横須賀造船所で修理を行った。

### 1882年
朝鮮派遣
1882年(明治15年)
4月18日横浜港を出港、20日兵庫港に入港、同地で石炭を搭載した。
4月30日兵庫発、5月1日門司に到着し、同地で更に石炭を搭載した。
5月2日門司発、翌3日に釜山港に入港し、居留民保護の任務を開始した。
5月3日釜山発、途中所安島に避泊、8日仁川に入港した。
公使護衛のために6月8日仁川を出港、10日長崎に寄港、同地で食料品を積み込んだ。
6月11日から6月17日まで長崎工作分局で修理を行った。
6月19日長崎を出港、20日釜山に入港し居留民保護の任務を再開した。
7月5日釜山浦を出港。
7月6日長箭洞に回航、同日同地発、翌7日元山津に到着した
7月21日元山津から松田に回航
7月26日松田から元山津に回航した。
7月30日に元山津を出港し、朝鮮の暴動を伝えるために8月1日門司浦に到着した。
翌2日に釜山浦に進出し、状況の監視を行った。
8月4日同地から門司浦に回航、状況を報告した。
翌5日に門司浦発、6日釜山浦に到着した。
10日釜山浦発、12日元山津着。
9月25日元山津発、民情視察の為に内湖に到着した。
9月26日新浦に回航、翌27日松田に回航、9月30日に元山津に回航した。
10月17日元山津発、19日に釜山浦に到着した。
10月24日釜山浦発、翌25日に長崎港に帰国した。
10月30日長崎発、
各所に寄港し、
11月13日品海に帰着した。
中艦隊
朝鮮派遣中の10月12日「扶桑」「金剛」「比叡」「龍驤」「日進」「清輝」「天城」「磐城」「孟春」「第二丁卯」「筑波」の11隻で中艦隊が再度編成された。

### 1883年
修理
1883年(明治16年)
1月20日から5月2日まで横須賀造船所で修理を行った。
救助
工部省の小菅丸を救助するために5月18日に横浜港を出港、メラ岬沖へ向かい、翌19日同船を曳航し横浜に帰港した。
朝鮮派遣
朝鮮居住民保護に向かうために5月25日横浜港を出港、28日公信のために兵庫港に寄港した。
5月31日兵庫発、門司浦に寄港し、6月4日釜山浦に到着した。
翌5日釜山浦発、7日に仁川湾に到着した。
7月5日仁川湾発、実地研究や視察のために6日済州着。
7日済州を出発し、公信を行うために長崎港と門司港に寄港した。
磐城は7月24日釜山浦に到着した。
8月3日釜山浦発、仁川を経由し公信を行うために長崎に回航した。
また同地で外務省職員が乗艦した。
9月26日仁川着、10月17日同地発、外務省公信のために門司、長崎に回航、11月8日釜山浦に到着した。
11月13日釜山浦発、所安島と豊島を経由し、19日仁川着。
竹添公使が乗艦して12月7日同地発、釜山浦を経由し12月11日長崎港に帰国した。

### 1885年
1885年(明治18年)12月28日中艦隊は解隊、同日「春日」を除く中艦隊に所属していた8隻(「扶桑」「金剛」「比叡」「海門」「筑紫」「清輝」「磐城」「孟春」)で改めて常備小艦隊が編成された。

### 1890年
1890年(明治23年)8月23日、第一種と定められる。

### 日清戦争
日清戦争では旅順・大連・威海衛攻略作戦等に参加した。

### 1898年
1898年(明治31年)3月21日 艦艇類別等級が制定され、磐城は二等砲艦に類別された。

### 日露戦争
日露戦争では旅順攻略作戦に一時参加した後は、付属特務艦隊に所属して測量任務を行った。

### 除籍
1907年(明治40年)7月12日除籍、
雑役船に編入された。
1911年(明治44年)5月23日廃船。
翌1912年(明治45年)4月23日に売却報告、
新潟県立新潟商業商船学校の繋留練習船となった。

## 艦長
※『日本海軍史』第9巻・第10巻の「将官履歴」及び『官報』に基づく。
- 坪井航三 少佐：1879年8月19日 - 1881年5月23日
- 青木住真 中佐：不詳 - 1884年5月19日
- 野辺田種興 少佐：1884年5月19日 - 1885年8月11日
- 千住成貞 少佐：1885年8月11日 - 1886年1月29日
- 松岡方祇 少佐：1886年8月4日 - 1886年12月28日
- 高木安行 少佐：1886年12月28日 - 1887年9月7日
- 早崎七郎 少佐：1887年9月7日 - 1887年10月27日[34]
- 町田実隆 少佐：1887年10月27日[34] - 1889年5月15日
- 高木英次郎 少佐：1889年5月15日 - 1891年12月14日
- 柏原長繁 少佐：1891年12月14日 -
- 大塚暢雄 少佐：不詳 - 1896年8月13日
- 永峰光孚 少佐：1896年8月13日 - 1896年11月18日
- 友野雄介 少佐：1896年11月18日 - 1897年4月17日
- 加藤重成 少佐：1897年4月17日 - 1898年3月1日
- 高桑勇 中佐：1898年3月1日 - 1899年3月22日
- 伊東吉五郎 中佐：1899年3月22日 - 1900年7月4日
- 松居銓太郎 中佐：1900年7月4日 - 1901年3月29日
- 中村貞邦 中佐：1901年3月29日 - 1903年6月7日
- 山澄太郎三 中佐：1903年2月4日 - 1903年11月5日
- 佐伯胤貞 中佐：不詳 - 1904年3月29日[35]
- 山澄太郎三 中佐：1904年3月29日 - 1905年8月5日
- 秀島成忠 中佐：1905年8月5日 - 1905年12月12日
- 山口九十郎 中佐：1905年12月12日 - 1907年2月28日
- 千坂智次郎 中佐：1907年2月28日 - 1907年7月15日